# A Moureira
A Moureira es el antiguo barrio de marineros y pescadores de la ciudad española de Pontevedra, donde vivía el Gremio de Mareantes, cerca del río Lérez, la ría de Pontevedra y el río Gafos. En la actualidad, está totalmente integrado en el casco urbano, cerca del centro de la ciudad.

## Localización
El antiguo arrabal marinero de A Moureira estaba situado extramuros de la ciudad, entre la villa amurallada y el litoral, y se extendía en arco a lo largo de la costa desde el puente del Burgo hasta la desembocadura del río Gafos.
En la actualidad, corresponde a los amplios espacios urbanos que bordean el oeste de la ciudad, como la Finca de Teucro, y los alrededores de las calles Xan Guillermo, Fonte da Moureira, Campo do Boi y Benito Soto y la plaza Cornielles de Holanda, y la calle de la Barca, más al norte; y las calles Monteleón, Almirantes Matos, Juan Villaverde Barcala, Hermanos Nodales, San Roque de Abaixo, Ribeira dos Peiraos y las plazas Campo de la Torre y Gremio de Mareantes al sur.

## Etimología
El nombre del barrio proviene de moira, del latín muria, la salmuera, sale muria utilizada en la salazón de las sardinas, siendo la sal un producto esencial para la conservación del pescado, en la época en que Pontevedra era la primera ciudad de Galicia.

## Historia
A Moureira surgió como arrabal portuario donde vivía el gremio de marineros de la ciudad. Durante la Edad Media y la mayor parte de la baja Edad Moderna, el puerto de Pontevedra fue el más importante de las Rías Bajas. Durante este período, la ciudad recibió varios privilegios reales. En 1229, Alfonso IX de León le concedió un privilegio exclusivo para la producción y distribución de pescado en todo el reino, y en 1238, Fernando III de Castilla le concedió la fabricación de grasa de pescado. En 1452, Juan II de Castilla concedió a Pontevedra el título de puerto de carga y descarga de Galicia, ubicado en los tres grandes muelles de la Moureira de Arriba, donde se cargaban y descargaban las mercancías de Galicia. En el siglo XV se construyó en los astilleros de Pontevedra la carabela Santa María, conocida como La Gallega. Llevó a Cristóbal Colón al descubrimiento de América en 1492.
El barrio de A Moureira alcanzó su apogeo en el siglo XVI, asociado al arte de la salazón y a la exportación de pescado. El arrabal albergaba las instalaciones necesarias para el desarrollo de las actividades marítimas y portuarias, así como el alojamiento de marineros y pescadores. Durante este siglo, el gran volumen de sardinas capturadas en la ría de Pontevedra y la facilidad para secarlas y salarlas en el barrio convirtieron a Pontevedra en uno de los puertos más activos y ricos de la península ibérica, donde recalaban barcos de toda Europa. En 1517, como símbolo del esplendor de la ciudad, bajo los auspicios del Gremio de Mareantes, se inició la construcción de la Basílica de Santa María la Mayor, siendo su fachada una de las primeras cosas que los marineros veían de Pontevedra cuando llegaban de faenar en el mar.
Desde los muelles de A Moureira partían los barcos hacia los enclaves comerciales más importantes como Inglaterra o Flandes, y en las calles de la villa en el siglo XVI, el ambiente urbano era marcadamente cosmopolita, con ciudadanos tan diversos como bretones, flamencos y portugueses. El puerto de Pontevedra atraía asimismo gentes de Génova y Amalfi. En 1557, las ordenanzas municipales prohibían la residencia en el barrio de A Moureira a los vecinos que no tuviesen un oficio directamente relacionado con el mar.

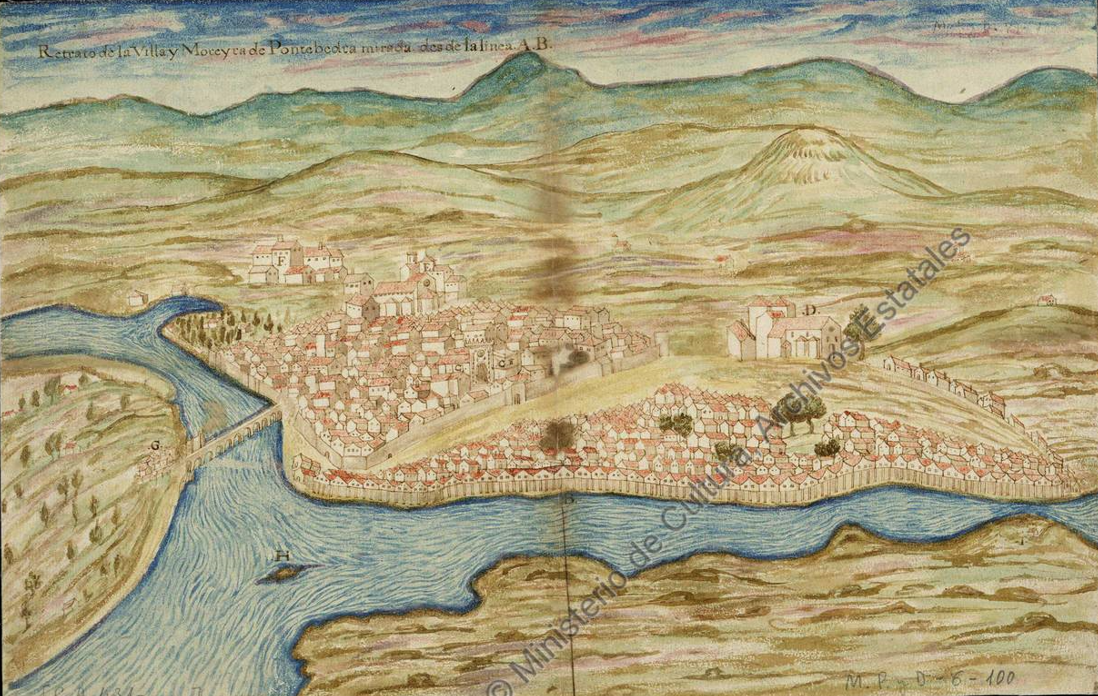
Retrato de Pontevedra y A Moureira en 1595.

En 1835 todavía existían 17 de estos muelles de piedra en A Moureira. Al compás de un desarrollo comercial e industrial en la ciudad y en la ría de Pontevedra hubo un cierto renacer portuario, produciéndose en 1861 entre el júbilo popular la botadura en A Moureira de la corbeta transatlántica Nodales. En 1890 se abrió la primera casa de baños de Pontevedra en la Moureira de Arriba y en 1897 se trazó el paseo de Colón que organizó el entramado urbano entre la Moureira de la Barca y la Moureira de Abajo.
La gran modificación del litoral pontevedrés, donde se encontraban los antiguos muelles de A Moureira, comenzó en la década de 1900, haciéndolos desaparecer. En 1903 se había presentado el proyecto de construcción de un malecón aguas arriba promovido por el indiano Casimiro Gómez, flanqueado por dos filas de plátanos que se concluyó en 1905. En 1909 se aprobó el proyecto del ingeniero León Domercq Alzúa para el encauzamiento y saneamiento de la ría con la realización de una gran escollera en la actual avenida de Uruguay. Se efectuaron en una primera fase rellenos a partir de 1910 desde el puente del Burgo hasta el puente de la Barca, que concluyeron en 1914. En ese mismo año se presentó el proyecto para una segunda fase, cuyas obras se subastaron en 1915. Esta modificación del litoral se realizó hasta la desembocadura del río Gafos. Fue en esa zona donde se creó la nueva dársena del puerto de Corvaceiras a principios de la década de 1910 y donde se consolidó la actual plaza del Gremio de Mareantes en terrenos ganados a la ría, que hasta entonces no habían sido tierra firme. Los rellenos condujeron al desarrollo de la actual avenida de las Corvaceiras en la década de 1960, que con el tiempo sirvió de circunvalación de la ciudad, a orillas de la ría y del río. Tras el boom inmobiliario de los años 60, la mayor parte de las casas tradicionales de A Moureira fueron sustituidas por edificios modernos. En 1989 se iniciaron las obras para transformar la ribera del río en una avenida de cuatro carriles, y en los años 90 grandes edificios sustituyeron a muchas de las casas tradicionales que quedaban.

## Descripción
El antiguo arrabal de A Moureira estaba dividido en tres partes correspondientes a tres Moureiras: la Moureira de Arriba, la Moureira de la Barca y la Moureira de Abajo.
- En la Moureira de Arriba estaba la zona portuaria de mercancías de donde partían los barcos cargados de vino del Ribeiro, salazones o herramientas de hierro. Los barcos atracaban en esta zona del gran estuario del río Rons,[39] que se extendía desde las proximidades del puente del Burgo hasta las del puente de la Barca, donde se encontraban los astilleros y talleres relacionados con el mar.[40] Las salazones de los pescadores y otros productos gallegos como el vino del Ribeiro o la madera se distribuían a otros países como Inglaterra o Flandes.

En la calle Xan Guillermo, la principal calle que comunica la Moureira de Arriba con la ciudad amurallada, se conservan casas del siglo XVI con columnas toscanas. Esta calle conectaba la villa directamente con el puerto de mercancías y sus tres muelles principales a través de la puerta de Santa María de la muralla.
En la plaza del Muelle, en el límite norte del casco histórico de Pontevedra, a orillas de la Moureira de Arriba, se encontraba uno de los muelles más importantes de la ciudad. Hoy, la plaza está arbolada y tiene en su centro una fuente neoclásica de piedra, coronada por la diosa griega Fama, diseñada por Alejandro Sesmero en 1876.
- La Moureira de la Barca estaba situada cerca del muelle donde se encontraba la barca que conectaba con el otro lado de la ría, que más tarde dio lugar al puente de madera y al actual puente de la Barca. Se extendía hasta el lado norte de la plaza de toros, donde se desarrollaba la actividad comercial.[21] Allí se encontraban la mayoría de los muelles y astilleros[43] En su astillero se construían barcos de mayor eslora y tonelaje, como galeras y carabelas[21] El crucero situado junto al puente de la Barca data del siglo XVI.[44]

- La Moureira de Abajo era un pueblo de pescadores autosuficiente. Se extendía desde los alrededores del puente de la Barca y de la plaza de toros hasta la desembocadura del río Gafos. En ella se encontraban los muelles con fábricas de salazón de pescado, almacenes de sal y un hospital para leprosos. Esta Moureira era una aldea de pescadores, con casas de los siglos XV y XVI.[2][21]

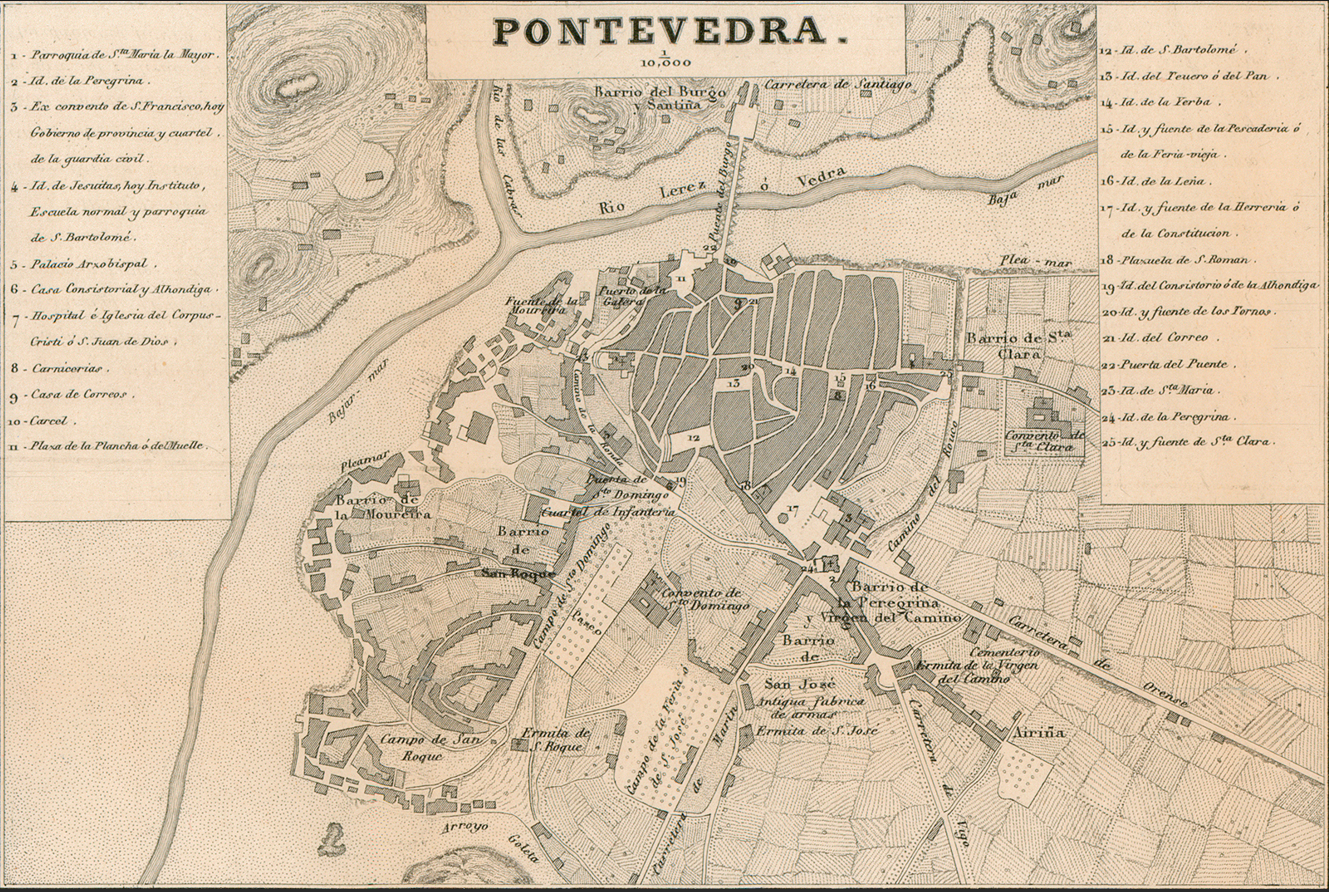
Plano de Pontevedra en 1856 con el barrio de la Moureira al oeste de la ciudad.

En la Moureira de Abajo, la calle más típica es la de Juan Villaverde Barcala. Se conserva casi como hace dos siglos, con casas típicas y escaleras excavadas en la roca. El nombre de la actual avenida Corvaceiras alude al oficio de los artesanos que allí hacían los canastos para transportar el pescado.
En el Campo de la Torre, donde trabajaban los pescadores y donde se reparaban y secaban los aparejos de pesca, se ubica desde 1900 la plaza de toros de Pontevedra y, un poco más adelante, la capilla de San Roque, construida en una zona muy próxima a los muelles en honor a San Roque, protector de la peste, para proteger a los habitantes de la ciudad de los efectos mortales de los barcos que llegaban infectados con la peste. Es de estilo neoclásico y en su exterior se han añadido canecillos románicos. En la calle Hermanos Nodales se encontraban algunos de los almacenes de sal para la conservación de la sardina. También en la Moureira de Abajo, en la calle Ribeira dos Peiraos estaban los muelles situados en la desembocadura del río Gafos. En la calle destaca el antiguo Hospital de San Lázaro, del siglo XV, con una pequeña terraza de piedra al final de la escalera exterior y altos pilares cuadrangulares. El edificio ha sido testigo de las diferentes epidemias que sufrió Pontevedra hasta el siglo XIX.
Los muelles de las Moureiras consistían en una escalera central de piedra y dos plataformas laterales que sobresalían hacia el agua, facilitando la carga y descarga de los barcos, y cada uno tenía su propio nombre. El barrio estaba formado por cientos de casitas marineras de diferentes tipos, antiguas residencias de pescadores, muchas con terrazas de piedra al final de una escalera exterior y sus correspondientes muelles, otras con áticos y otras acabadas en forma de mitra, que en el siglo XV se conocían como casas de outón . Prácticamente no existían calles en la estructura tradicional del barrio. Todos los caminos que comunicaban los muelles, las casas y los campos no estaban empedrados. La ocupación del suelo era poco alineada y dispersa, salvo las calles que conectaban con el camino que rodeaba las murallas.
Algunos de los nombres actuales de las calles y callejuelas de las Moureiras están vinculados a la arquitectura marítima del barrio, como Plaza del Muelle, Xan Guillermo (propietario de uno de los muelles del Lérez), Sardina, Hermanos Nodales, Almirantes Matos, Milano de los Mares o Juan Villaverde Barcala (expresidente de la Cofradía de Mareantes).

## Galería de imágenes

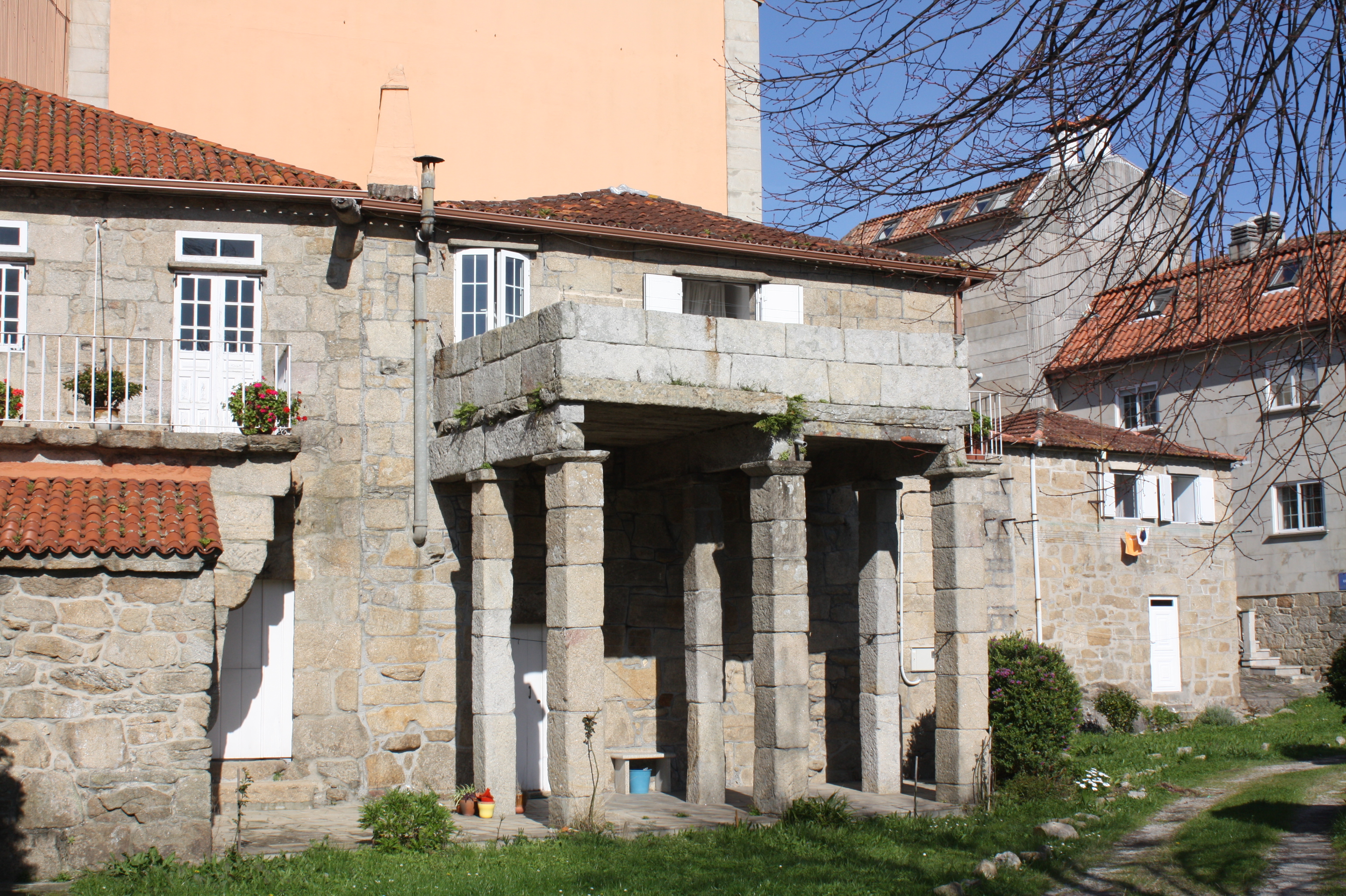
Antiguo Hospital de San Lázaro en la calle Ribeira dos Peiraos
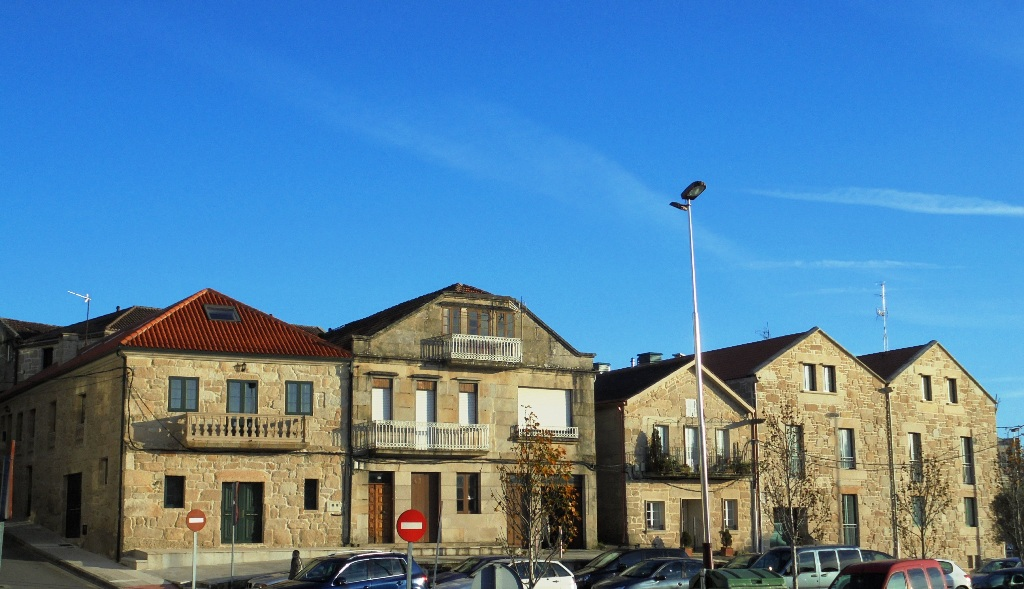
Antiguas casas de marineros en A Moureira
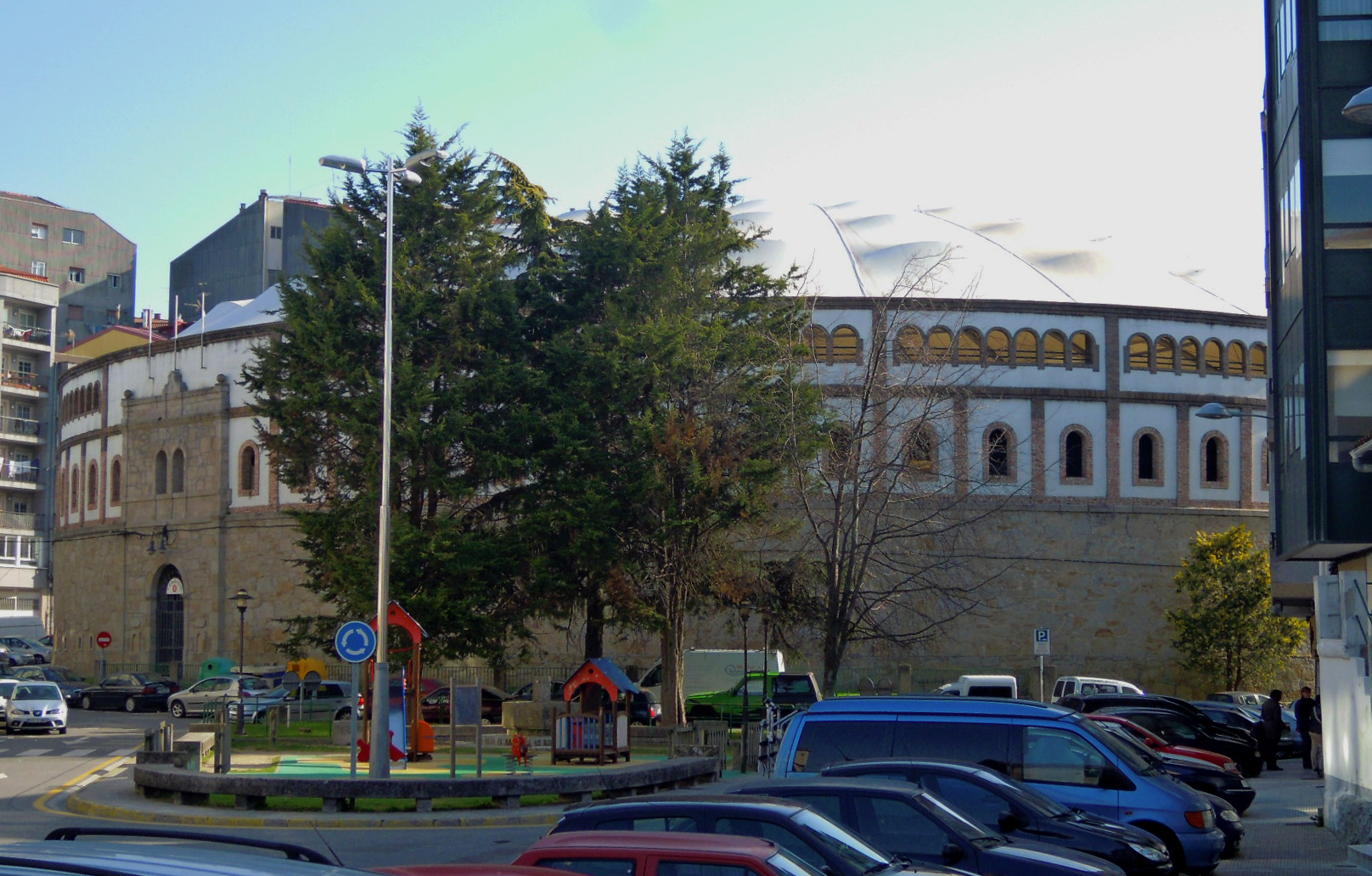
Plaza Campo de la Torre y plaza de toros
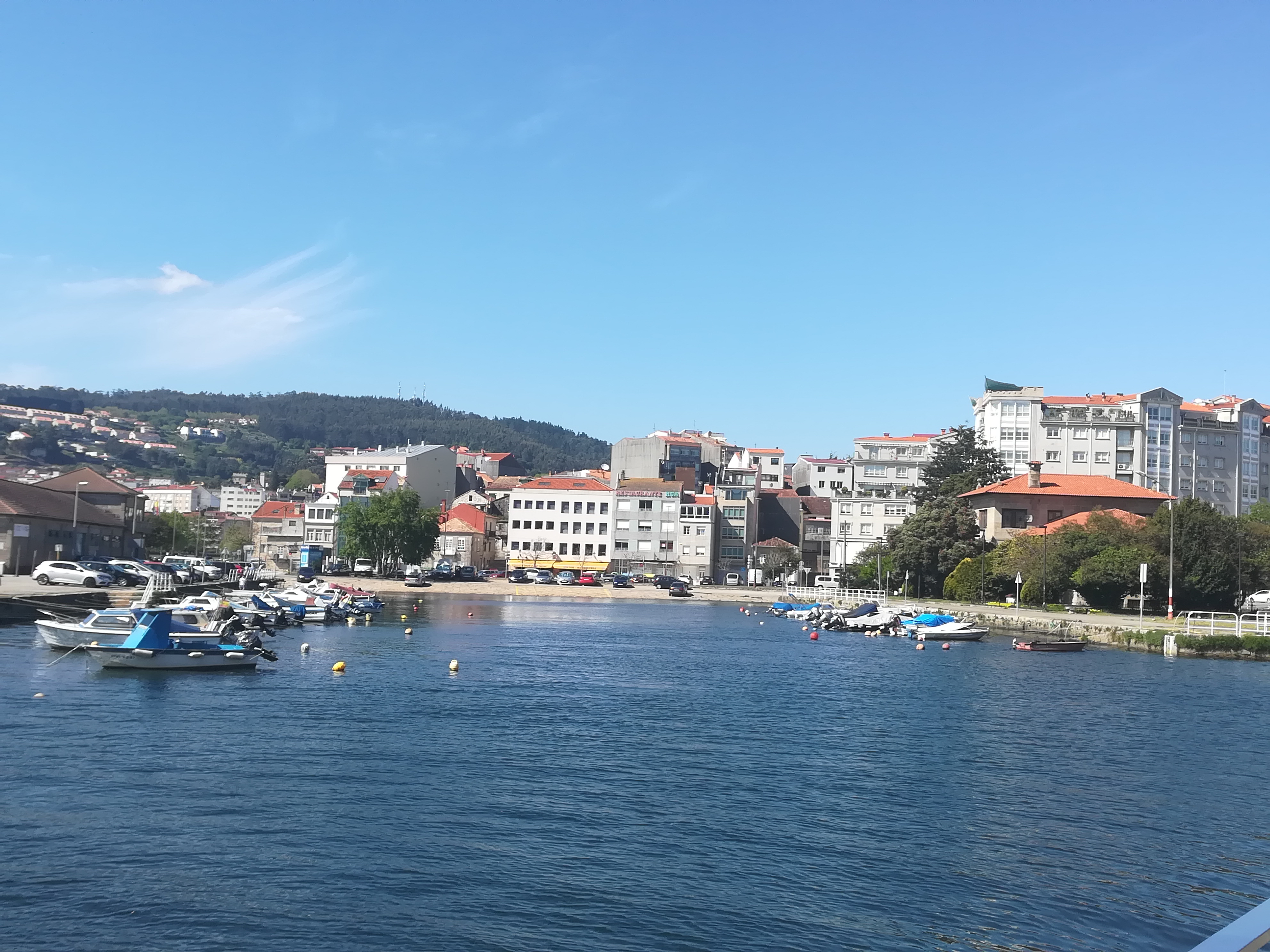
Puerto de Corvaceiras y plaza del Gremio de Mareantes
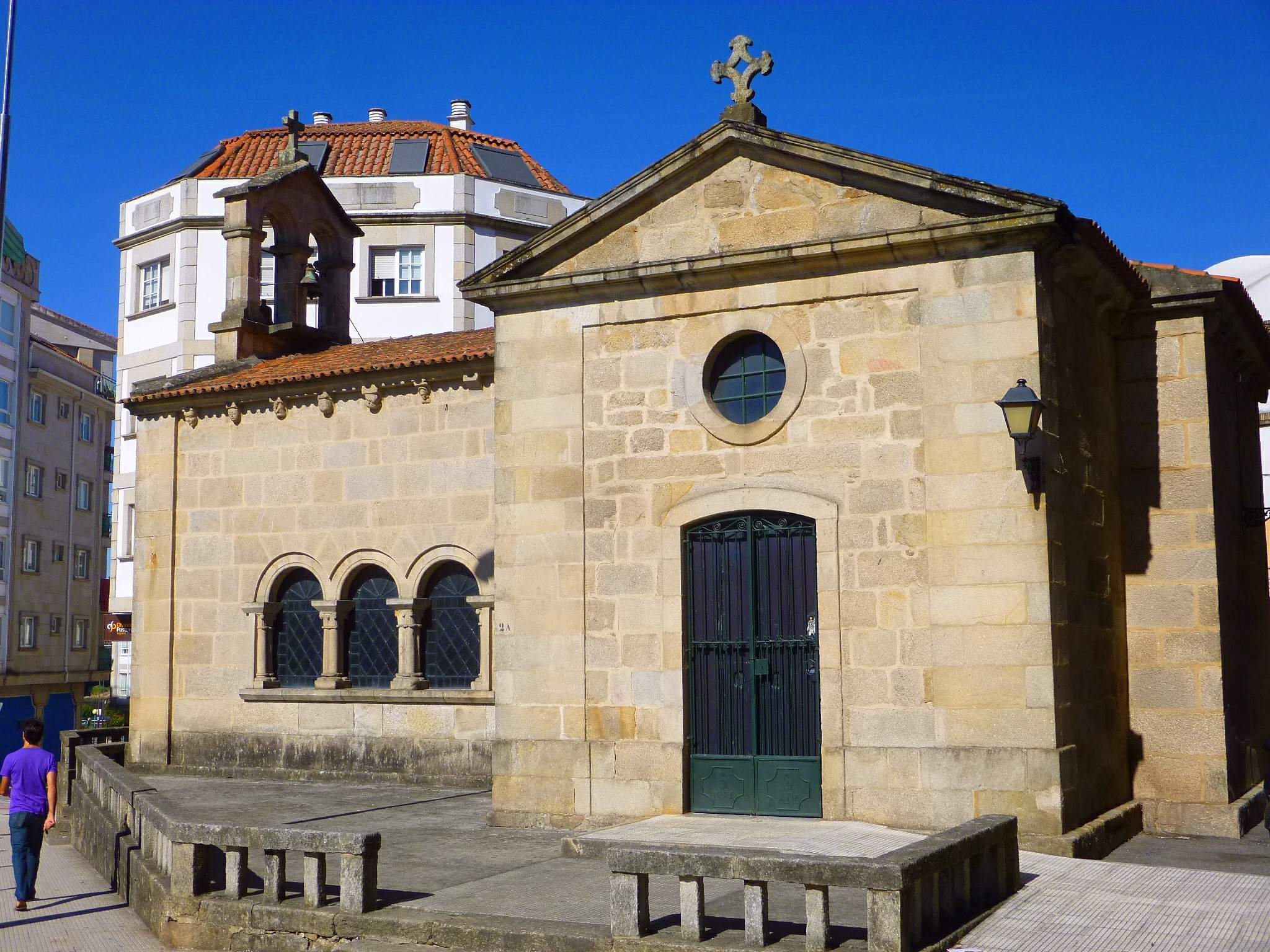
Capilla de San Roque, lateral
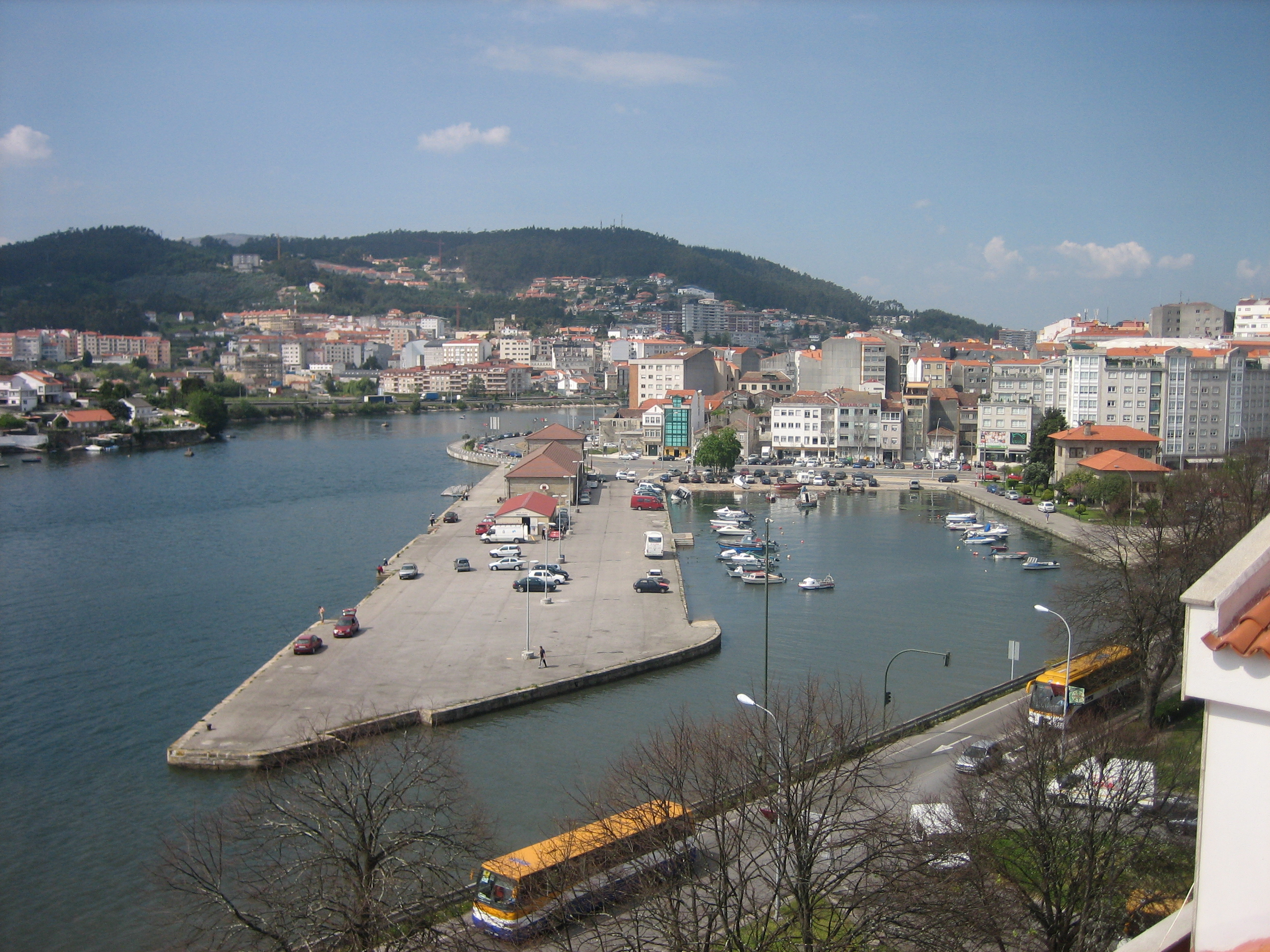
Muelle actual de Corvaceiras
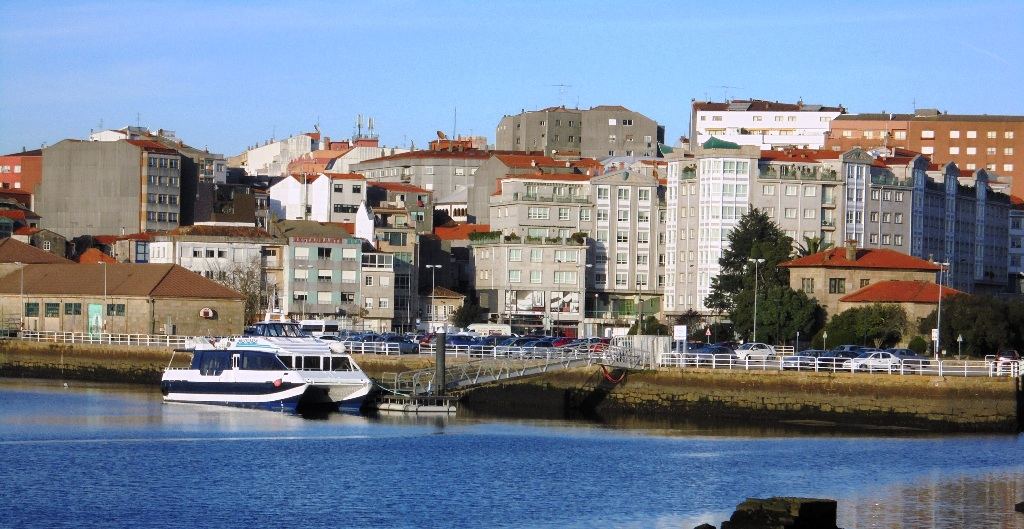
Edificio de piedra del Gremio de Mareantes a la derecha
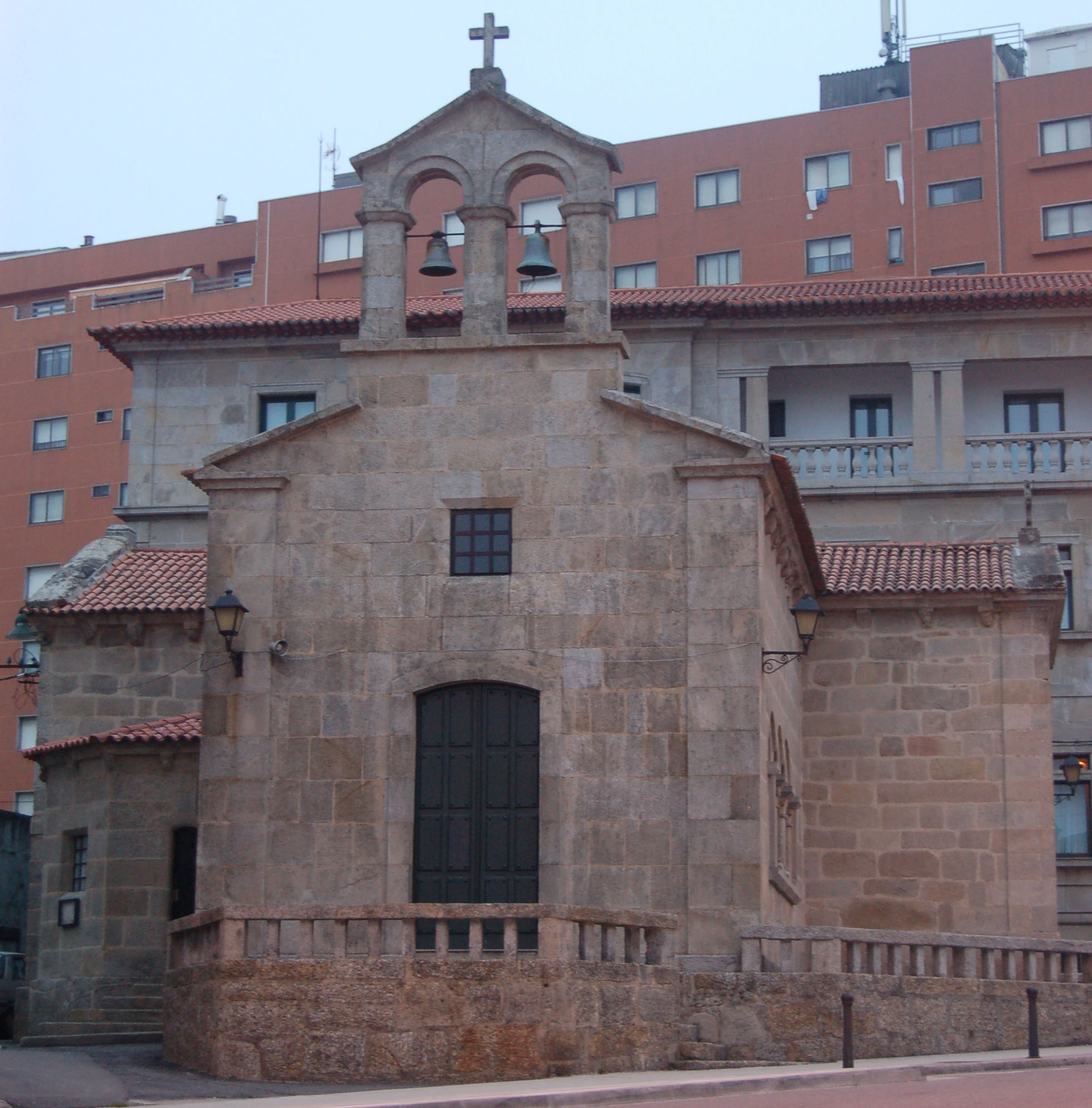
Capilla de San Roque, Fachada frontal
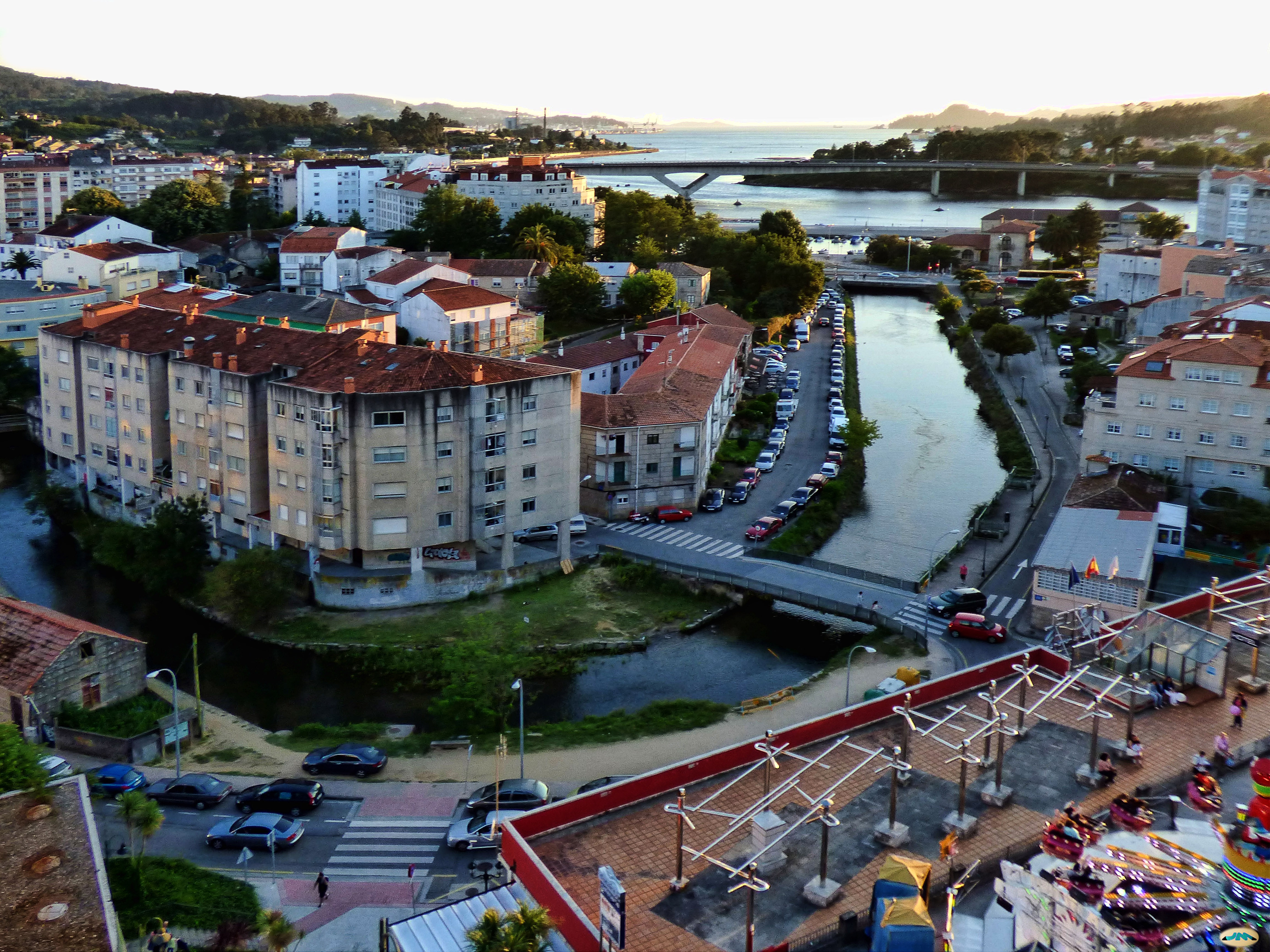
Parte del río Gafos donde se encontraban múltiples muelles
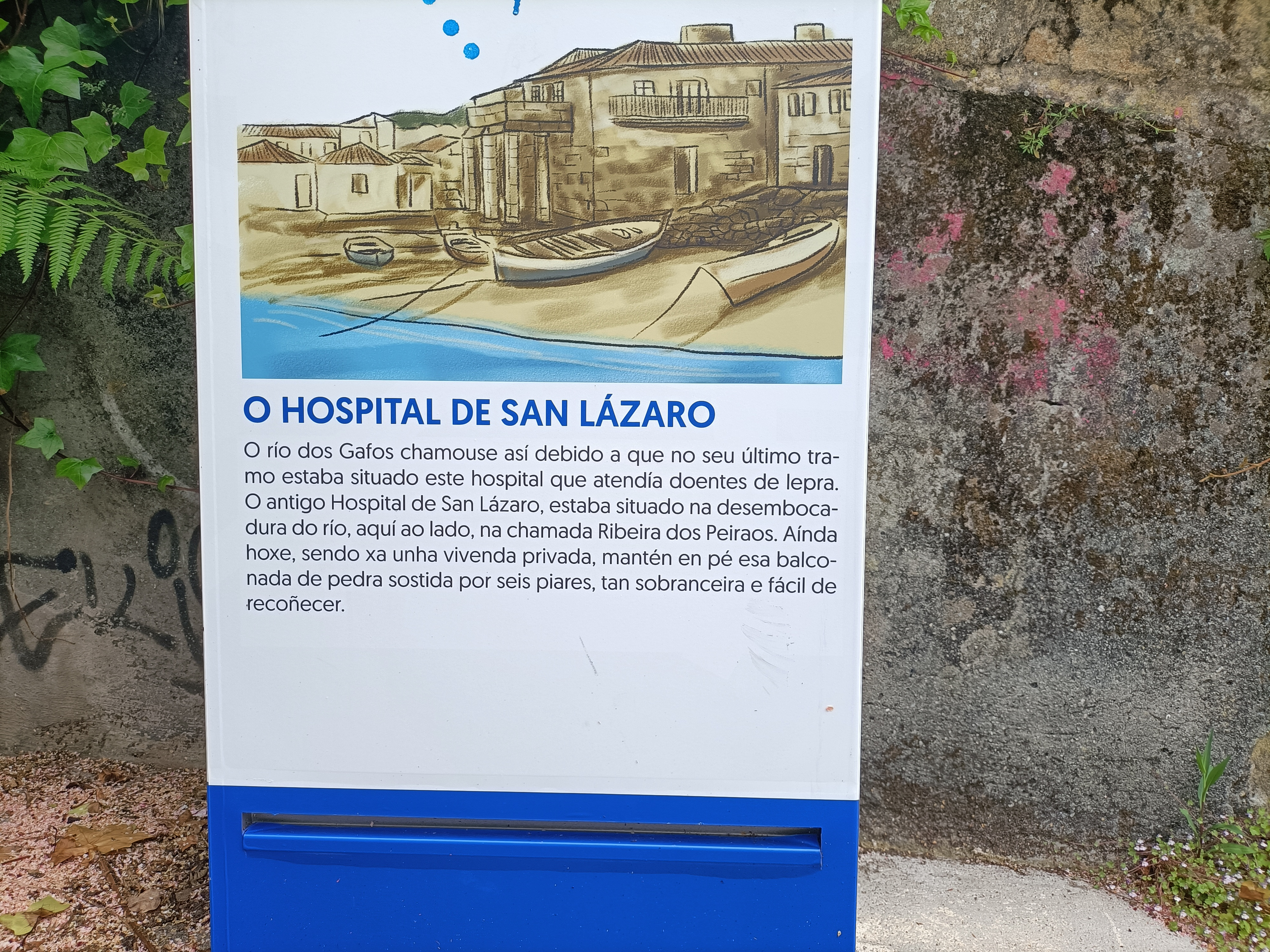
Panel del antiguo Hospital San Lázaro
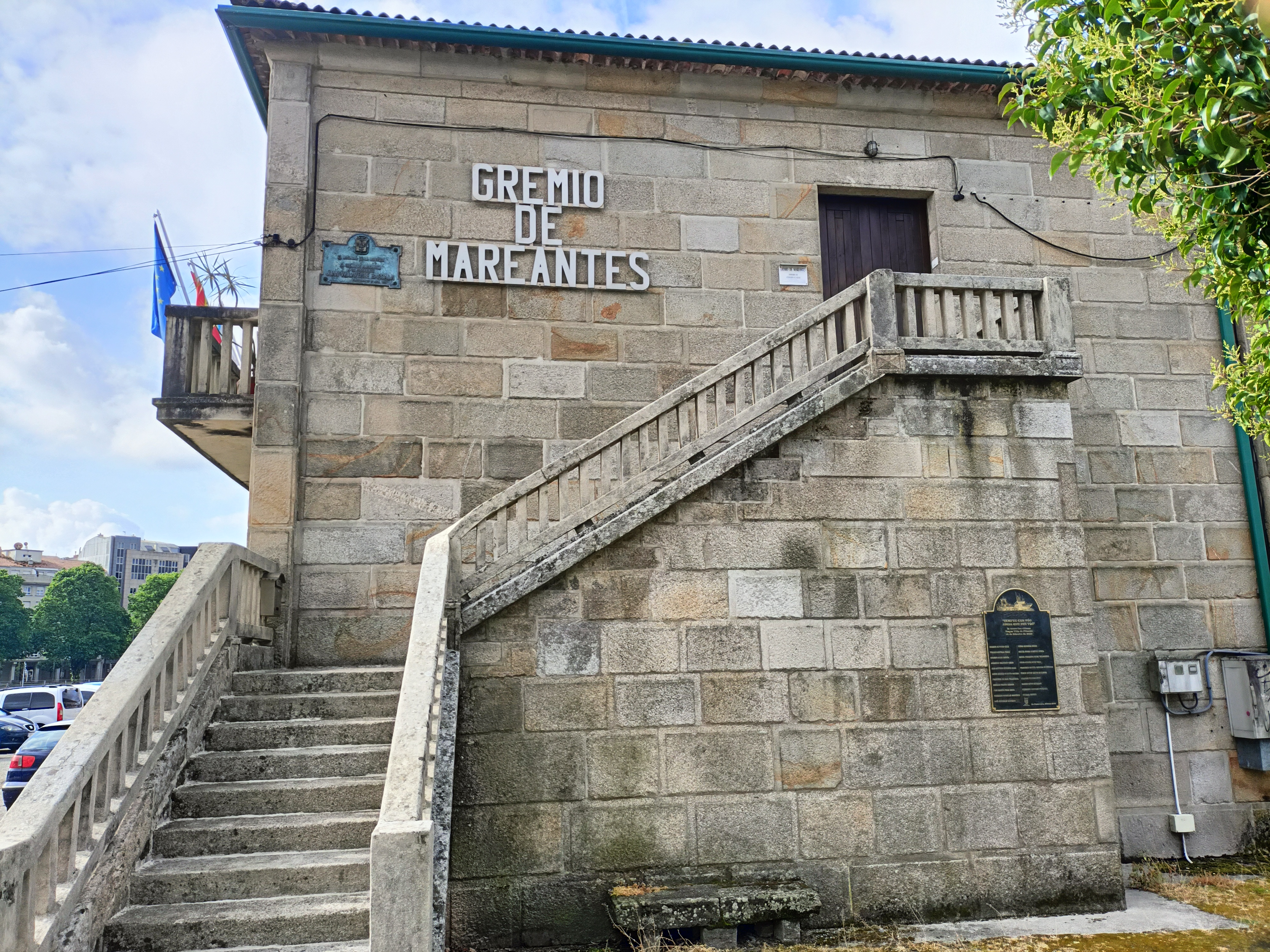
Sede del Gremio de Mareantes
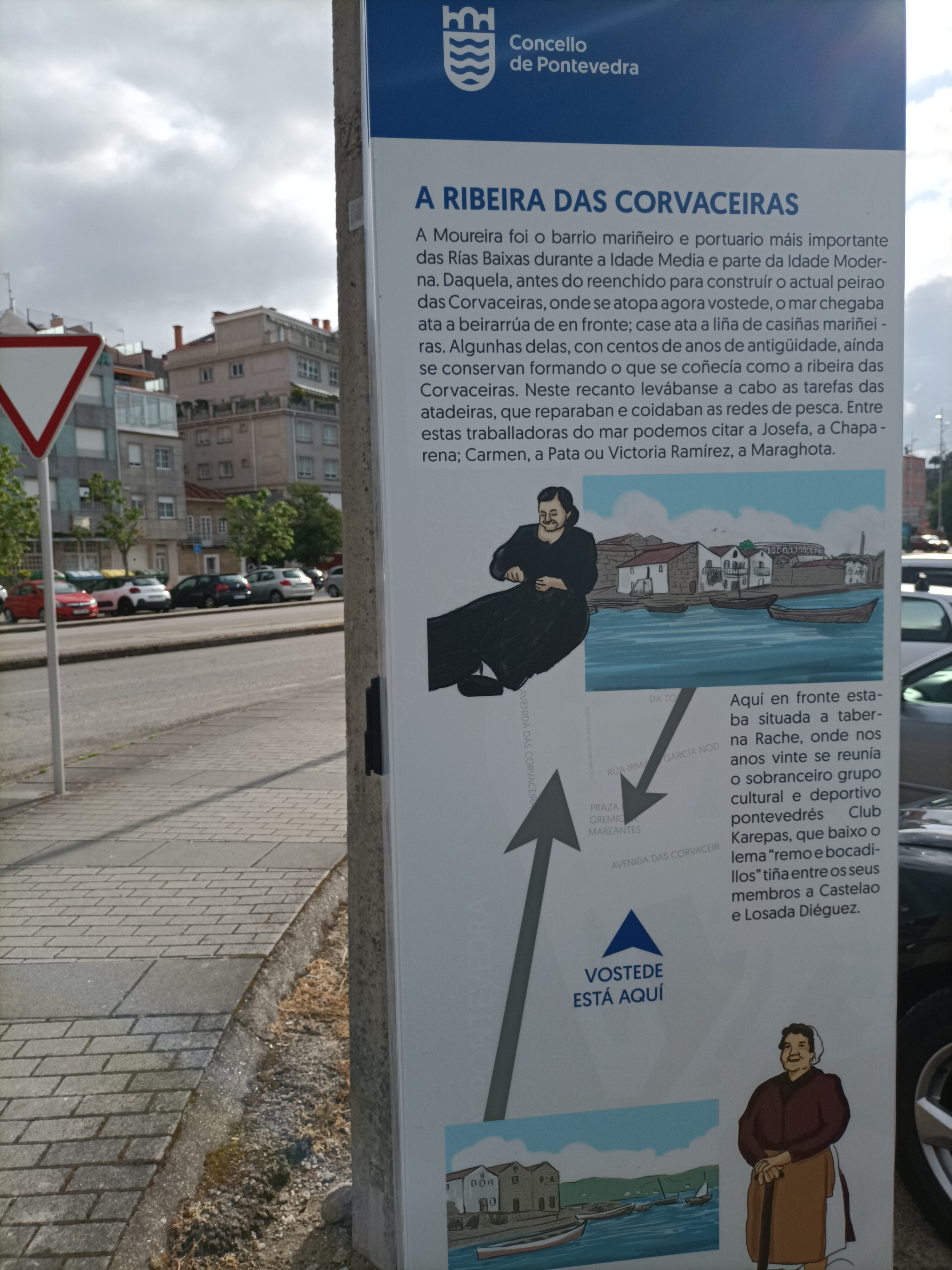
Panel informativo sobre la actividad pesquera en A Moureira
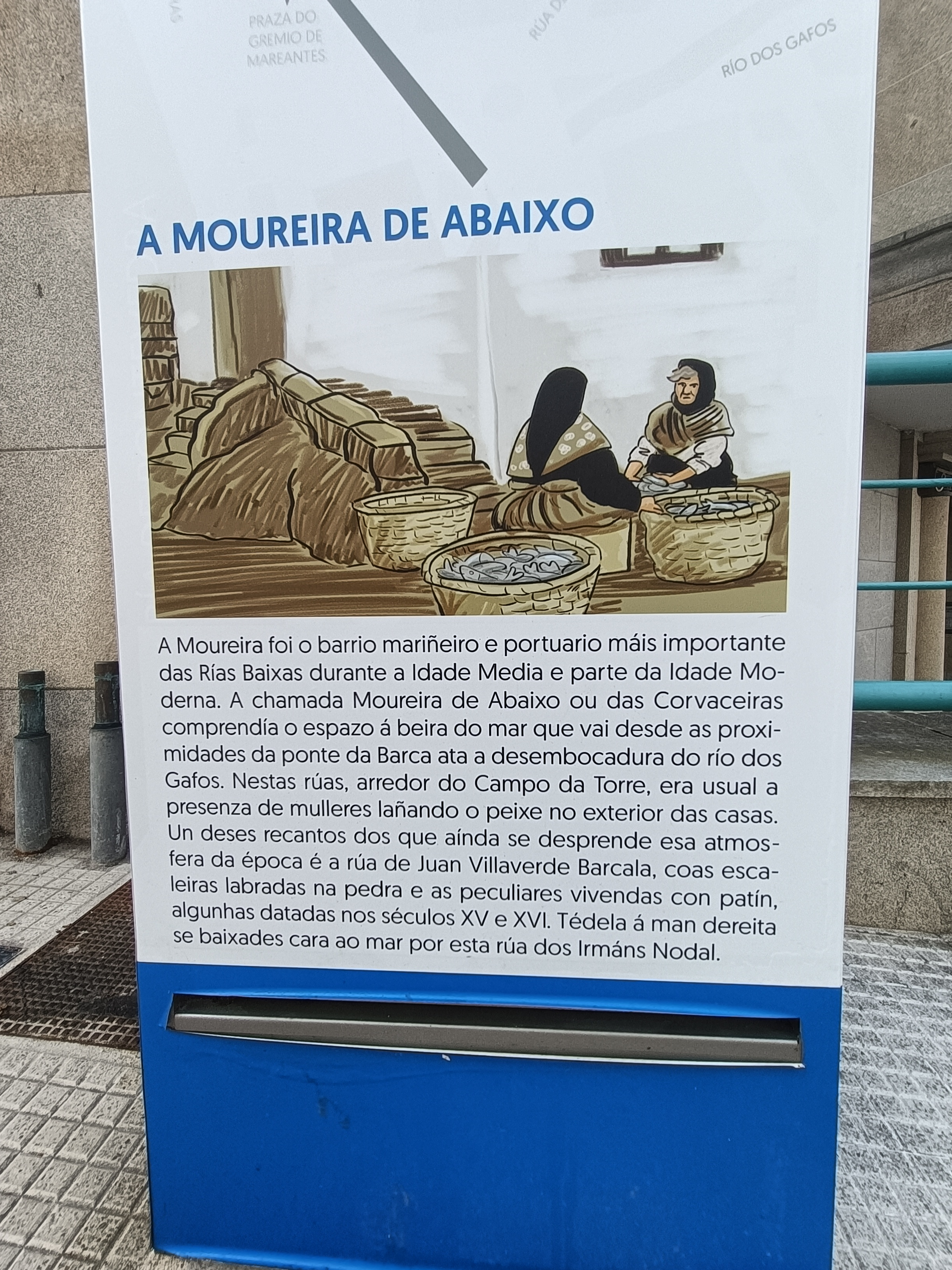
Panel informativo sobre A Moureira de Abaixo